# Риториане
Риториа́не  (лат. rhetoriani) — еретики конца IV — начала V века, описанные Филастрием в книге «Liber de Haeresibus» и Августином в книге «De Haeresibus ad Quodvultdeum Liber Unus»; у первого автора это 91 ересь, у второго автора  это 72 ересь. Филастрий сообщает, что данное имя в честь учителя их секты — Реториус (лат. Rhetorius). Августин отзывается о риторианах как о людях тщеславных; они создали своеобразное учение, которое Августин называет абсурдным. Согласно учению риториан  все еретики идут по правильному пути и учат истине. О численности риториан Филастрий и Августин ничего не сообщают.